# Rafal (kommunhuvudort)
Rafal är en kommunhuvudort i Spanien.   Den ligger i provinsen Provincia de Alicante och regionen Valencia, i den sydöstra delen av landet, 400 km sydost om huvudstaden Madrid. Rafal ligger 16 meter över havet och antalet invånare är 3 659.
Terrängen runt Rafal är platt österut, men västerut är den kuperad. Runt Rafal är det tätbefolkat, med 343 invånare per kvadratkilometer. Närmaste större samhälle är Orihuela, 8,6 km väster om Rafal. Trakten runt Rafal består till största delen av jordbruksmark.